# Mabton
Mabton är en ort i Yakima County i delstaten Washington. Vid 2010 års folkräkning hade Mabton 2 286 invånare.
Järnvägsarbetaren Charlie Sandburg föreslog namnet Mableton efter Mabel Baker Anderson som var dotter till järnvägsfunktionären Dorsey S. Baker. År 1892 förkortade stationschefen Ted Howell namnet Mableton till Mabton. År 1905 blev Mabton en kommun. Arbetaren Sandburg som kom med det ursprungliga namnförslaget var svenskamerikan.